# Nordlig grusmossa
Nordlig grusmossa (Ditrichum lineare) är en bladmossart som beskrevs av Lindberg 1871. Nordlig grusmossa ingår i släktet grusmossor, och familjen Ditrichaceae. Arten är reproducerande i Sverige. Inga underarter finns listade i Catalogue of Life.